# Caloptilia meyricki
Caloptilia meyricki är en fjärilsart som beskrevs av Lajos Vári 1961. Caloptilia meyricki ingår i släktet Caloptilia och familjen styltmalar. Inga underarter finns listade i Catalogue of Life.